# Catephia lobata
Catephia lobata là một loài bướm đêm trong họ Erebidae.